# Giōrgos Christodoulou
Giōrgos Christodoulou (in greco: Γιώργος Χριστοδούλου; Nicosia, 22 agosto 1965) è un ex calciatore cipriota, di ruolo difensore.

## Carriera

### Club
Ha giocato nella massima serie del campionato cipriota e greco.

### Nazionale
Ha esordito con la nazionale cipriota nel 1987, giocando 39 partite fino al 1999.

## Palmarès

### Club

#### Competizioni nazionali
- Campionato cipriota: 3

Omonia: 1988-1989
APOEL: 1995-1996, 2001-2002
- Coppa di Cipro: 5

Omonia: 1987-1988, 1993-1994
APOEL: 1995-1996, 1996-1997, 1998-1999
- Supercoppa di Cipro: 6

Omonia: 1987, 1988, 1989, 1994
APOEL: 1996, 1999
- Coppa di Grecia: 1

Olympiacos: 1991-1992
- Supercoppa di Grecia: 1

Olympiacos: 1992